# Satu Mare

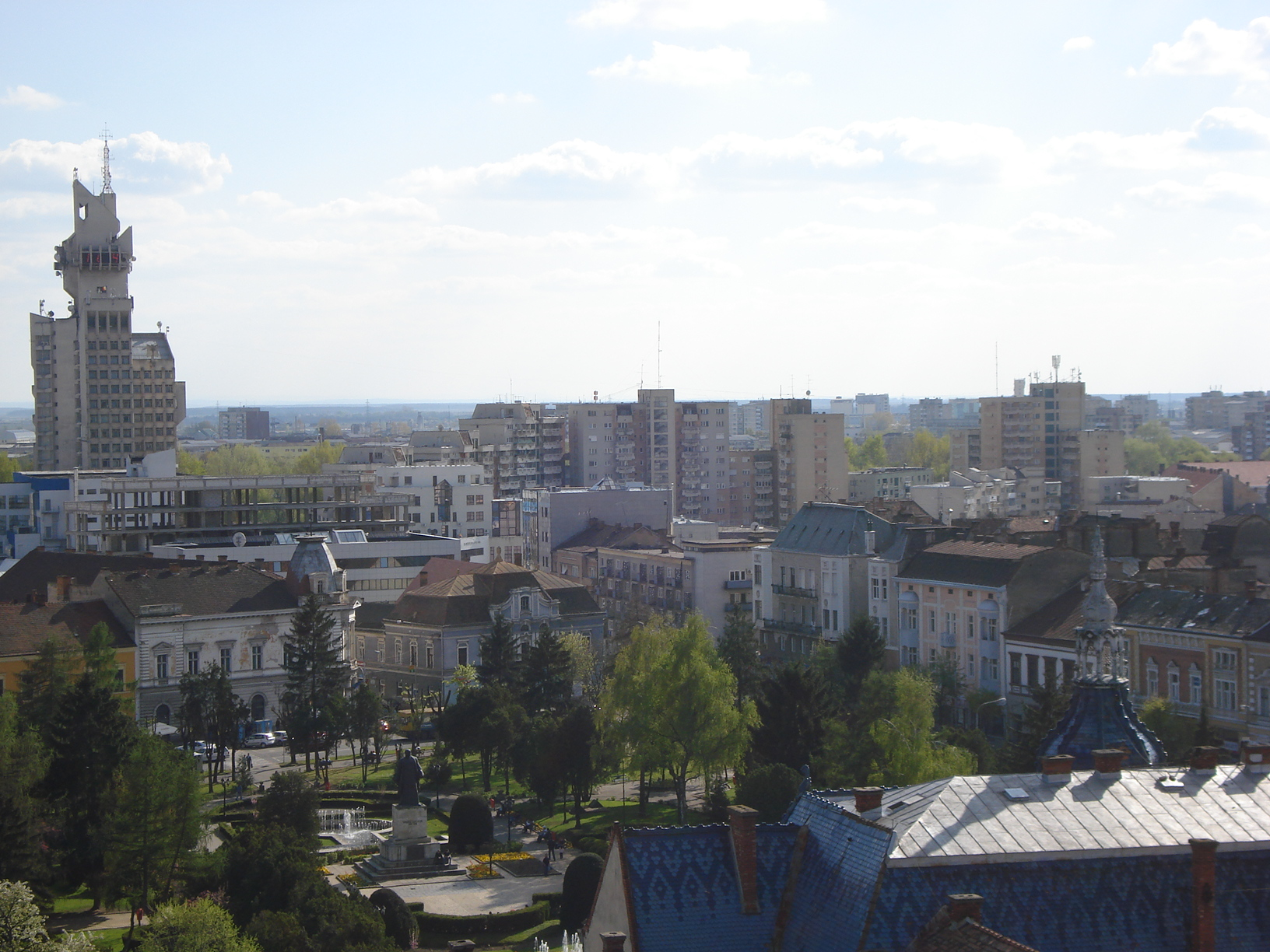
Blick über die Stadt, links das 1984 erbaute, 97 Meter hohe Rathaus

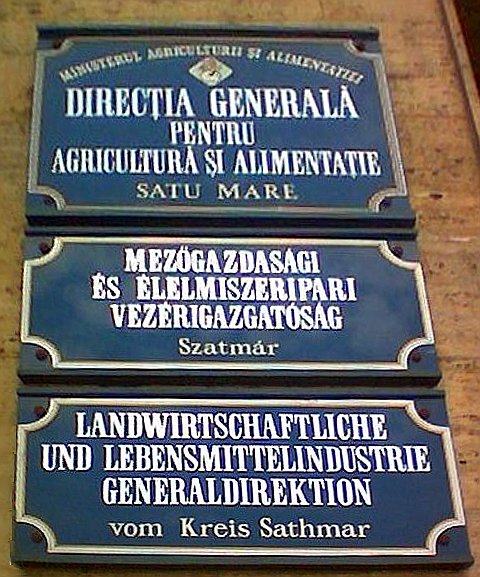
Dreisprachiges Schild einer Behörde in Sathmar: auf Rumänisch, Ungarisch und Deutsch

Museum im Zentrum von Sathmar

Satu Mare (deutsch Sathmar, jiddisch סאטמאר Satmar, ungarisch Szatmárnémeti) ist die Kreishauptstadt des gleichnamigen Kreises in Rumänien. Sie ist der Sitz des Bistums Satu Mare.

## Geographische Lage
Satu Mare liegt in der historischen Region Sathmar dicht an der Grenze zu Ungarn am Fluss Someș (Somesch).

## Geschichte
Archäologische Funde aus Țara Oașului, Ardud, Medieș usw. zeugen von der Besiedlung der Gegend um Satu Mare bereits während der Stein- und Bronzezeit. Viele der Funde können den ehemals hier lebenden Geten und Dakern zugeordnet werden. Bewohnt blieb die Gegend auch nach der Eroberung durch die Römer. Urkundlich wird Satu Mare erstmals unter dem Namen Castrum Zothmar in einer ungarischen Chronik im 10. Jahrhundert erwähnt. Zu der Zeit war sie als Festung Teil einer Woiwodschaft, die von Menumorut regiert wurde. Auf dem Gebiet der Festung wurden im Jahr 1006 deutschstämmige Siedler von der Gattin des ungarischen Königs Stephan I. der Heilige, Königin Gisela, angesiedelt. Zur gleichen Zeit bewohnten deutsche Siedler die damals noch selbstständige Stadt Mintiu auf der anderen Seite des Flusses Someș.
Nach 1543 war die Festung in den Händen der Bathory-Familie. Sie wurde verstärkt und ein Burggraben gebaut. Unter der Belagerung durch die Osmanen 1562 und später durch die Habsburger wurde sie zerstört. Der österreichische General Lazarus von Schwendi ließ sie von dem Architekten Ottavio Baldigara im italienischen Stil in Form eines Pentagons wieder aufbauen.
Am 29. April 1711 schlossen in der Stadt die Konfliktparteien des Kuruzenaufstands den Frieden von Sathmar.
1721 wurde Sathmar mit Mintiu als königliche Freistadt vereinigt und blühte als Zentrum für Handel und Handwerk. Im 18. Jahrhundert wurde ein Großteil der Stadt neugebaut.
Seit dem Vertrag von Trianon von 1920 gehört die früher mehrheitlich von Ungarn bewohnte Stadt und ihr östliches Hinterland zu Rumänien. Nach dem Zweiten Wiener Schiedsspruch vom August 1940 gehörte Sathmar wieder zu Ungarn. Das nationalsozialistische Deutschland hatte seinen Bündnispartnern Ungarn und Rumänien in Zusatzprotokollen zugesichert, dass die Sathmarer Volksdeutschen nicht in den Bevölkerungsaustausch einbezogen werden. Vielmehr dürften sie dafür optieren, „heim ins Reich“ umzusiedeln, und zwar unter Mitnahme ihres ganzen Vermögens. Im Herbst 1944 wurde die Stadt durch sowjetische Truppen eingenommen und gehört seither wieder zum rumänischen Staatsgebiet. Seit dem Zweiten Weltkrieg hat sich die ethnische Zusammensetzung der Bevölkerung durch den Holocaust an den Juden, den Zuzug von Rumänen und die Flucht bzw. Auswanderung fast aller Deutschen nachhaltig verändert.
Die heute zahlenmäßig stärkste chassidisch-jüdische Gemeinschaft der Satmarer entstand hier. Sie hat seit dem Holocaust ihren Hauptsitz in New York City.

## Bevölkerung
Die Bevölkerung des Ortes entwickelte sich wie folgt:
| 1880 | 20.531  | 1.736  | 17.555 | 759   | 481    |
| 1930 | 53.010  | 17.679 | 21.940 | 944   | 12.447 |
| 1977 | 103.544 | 52.855 | 48.861 | 993   | 835    |
| 1992 | 131.987 | 72.677 | 56.955 | 1.833 | 522    |
| 2002 | 115.142 | 66.638 | 45.298 | 1.607 | 1.599  |
| 2011 | 102.411 | 55.509 | 35.441 | 1.044 | 10.417 |
| 2021 | 91.520  | 47.995 | 28.152 | 820   | 14.553 |

## Kunst und Kultur
- Philharmonie Dinu Lipatti
- Deutsche Jugendorganisation „Gemeinsam“
- Theater Teatru de Nord
- Jüdischer Friedhof

## Verkehr
Durch Satu Mare verläuft die Europastraße 81 und hier endet auch die Europastraße E 671 von Timișoara (Temeswar) kommend. Der Flughafen Satu Mare (IATA: SUJ, ICAO: LRSM) liegt etwa 14 km südlich der Stadt. Er gehört zu den ältesten Verkehrsflughäfen Rumäniens. In der Stadt selbst verkehrte zwischen dem 8. November 1900 und 1920 die Straßenbahn Satu Mare, vom 15. November 1994 bis zum 9. März 2005 existierte außerdem ein Oberleitungsbus-Betrieb.
Die Stadt ist ein Eisenbahnverkehrsknoten. Hier laufen die Strecken Satu Mare–Baia Mare und Debrecen–Sighetu Marmației (mit Verbindungen nach Ungarn und die Ukraine) zusammen. In Satu Mare sind nur Normalspurgleise verlegt. Breitspurige Züge aus der Ukraine erreichen Satu Mare somit nicht.

## Industrie
Der Rüstungskonzern Rheinmetall eröffnet im April 2023 ein Wartungs- und Logistikzentrum für westliche Waffen aus der Ukraine und für NATO-Staaten.

## Bauwerke
- Verwaltungspalast

## Städtepartnerschaften
Satu Mare unterhält Städtepartnerschaften mit:
- Berehowe (Ukraine)
- Rzeszów (Polen)
- Nyíregyháza (Ungarn)
- Wolfenbüttel (Deutschland)

Die Partnerschaft mit Zutphen (Niederlande) wurde 2018 von der dortigen Seite gekündigt.

## Persönlichkeiten
- Michael von Viszánik (1792–1872), österreichischer Mediziner, Reformer der österreichischen Psychiatrie
- Desider Arányi (1859–1923), Opernsänger (Tenor)
- Miklós Suba (1880–1944), ungarisch-amerikanischer Maler und Architekt
- Joel Teitelbaum (1887–1979), Gründer der chassidischen Gemeinschaft Satmar[9]
- Ernest Klein (1899–1983), Linguist und Rabbiner[10]
- Gábor Darvas (1911–1985), Komponist und Musikwissenschaftler
- Agnes Ullmann (1927–2019), Mikrobiologin
- Georges Haupt (1928–1978), Historiker
- Alexandru Karikas (1931–2007), Fußballspieler
- Ecaterina Stahl-Iencic (1946–2009), Florettfechterin
- Joseph Szepesi (* 1946), Degenfechter
- Corneliu Chisu (* 1949), kanadischer Politiker, Militäroffizier und Diplomat
- Suzane Adam (* 1952), Autorin, Spieleerfinderin, Illustratorin, Malerin und Kunstpädagogin
- Marcela Moldovan-Zsak (* 1956), Fechterin
- Titie Jordache (* 1962), Ruderin
- Joan Sofron (* 1965), Designer, Künstler und Kunstprofessor
- Zita Funkenhauser (* 1966), Florett-Fechterin
- Cristina Grigoraș (* 1966), Kunstturnerin, Olympiasiegerin
- Monika Weber (* 1966), Florett-Fechterin
- Gábor Gerstenmájer (* 1967), Fußballspieler
- Sándor Halmosi (* 1971), Dichter, Übersetzer und Mathematiker[11]
- Daniel Prodan (1972–2016), Fußballspieler und Sportdirektor
- Levente Csik (* 1974), Fußballspieler
- Susanne König (* 1974), Säbelfechterin
- Andrea Hohl (* 1975), Basketballspielerin
- Rita König (* 1977), Florettfechterin
- Klara A. Csiszar (* 1981), Pastoraltheologin
- Daniel Lung (* 1987), Fußballspieler
- Florin Gardoș (* 1988), Fußballspieler
- Sebastian Hosu (* 1988), zeitgenössischer Künstler
- Simona Pop (* 1988), Fechterin